# От-Дюи
От-Дюи́ (фр. Hautes-Duyes, окс. Duias Autas) — коммуна во Франции, находится в регионе Прованс — Альпы — Лазурный Берег. Департамент коммуны — Альпы Верхнего Прованса. Входит в состав кантона Западный Динь-ле-Бен. Округ коммуны — Динь-ле-Бен.
Код INSEE коммуны — 04177.

## Население
Население коммуны на 2008 год составляло 32 человека.
| 1962 | 1968 | 1975 | 1982 | 1990 | 1999 | 2008 |
| ---- | ---- | ---- | ---- | ---- | ---- | ---- |
| 34   | 28   | 38   | 33   | 29   | 27   | 32   |

## Экономика
В 2007 году среди 22 человек в трудоспособном возрасте (15—64 лет) 15 были экономически активными, 7 — неактивными (показатель активности — 68,2 %, в 1999 году было 81,3 %). Из 15 активных работали 13 человек (9 мужчин и 4 женщины), безработными были 2 женщины. Среди 7 неактивных 4 человека были пенсионерами, 3 были неактивными по другим причинам.

## Достопримечательности
- Приходская церковь Орибо
- Церковь Нотр-Дам-де-Туис (бывшая церковь Сент-Эстев)
- Часовня Сен-Пьер
- Часовня Нотр-Дам (1555 год)